# هائومیا (افسانه)
در اساطیر هاوایی، هائومیا (به انگلیسی: Haumea) ایزدبانوی زایمان و باروری است. نام سیاره کوتوله هائومیا از نام این ایزدبانو برگرفته شده‌است. هائومیا دو ماه به نام‌های هایاکا و ناماکا دارد. در اساطیر هاوایی، هایاکا و ناماکا دختران هائومیا هستند. هایاکا از دهان هائومیا زاده‌شد و ناماکا هم که روح آب است، از بدن هائومیا زاده‌شد.